# 2014年亞洲運動會網球比賽
2014年亞洲運動會網球比賽於2014年9月20日至30日在Yeorumul Tennis Courts舉行。此次比賽設七個小項，共有來自24個國家和地區的153名運動員參賽。

## 獎牌得主
| 項目              | 金牌                                                            | 银牌                                 | 铜牌                                                                  |
| 男子單打 （詳細） | 西岡良仁 · 日本（JPN）                                          | 盧彥勳 · 中华台北（TPE）             | 日本 · 杉田祐一                                                       |
| 男子單打 （詳細） | 西岡良仁 · 日本（JPN）                                          | 盧彥勳 · 中华台北（TPE）             | 印度 · 尤奇·班布里                                                    |
| 男子雙打 （詳細） | 韩国 · 林永奎 · 鄭現                                            | 印度 · 沙奇斯·米內尼 · 萨娜姆·辛格   | 泰国 · Sanchai Ratiwatana · 颂差·拉迪瓦达那                           |
| 男子雙打 （詳細） | 韩国 · 林永奎 · 鄭現                                            | 印度 · 沙奇斯·米內尼 · 萨娜姆·辛格   | 印度 · 尤奇·班布里 · Divij Sharan                                     |
| 男子團體 （詳細） | · 安德烈·戈盧別夫 · 米哈伊爾·庫庫什金 · 亞歷山大·內多維耶斯索夫 | 中国 · 公茂鑫 · 李喆 · 吴迪 · 張擇   | · Farrukh Dustov · 桑賈爾·法耶耶夫 · Temur Ismailov · 丹尼斯·伊斯托明 |
| 男子團體 （詳細） | · 安德烈·戈盧別夫 · 米哈伊爾·庫庫什金 · 亞歷山大·內多維耶斯索夫 | 中国 · 公茂鑫 · 李喆 · 吴迪 · 張擇   | 日本 · 伊藤龍馬 · 西岡良仁 · 杉田祐一 · 内山靖崇                      |
| 女子單打 （詳細） | 王蔷 · 中国（CHN）                                              | 库姆淳 · 泰国（THA）                 | 日本 · 江口實沙                                                       |
| 女子單打 （詳細） | 王蔷 · 中国（CHN）                                              | 库姆淳 · 泰国（THA）                 | 日本 · 穗積繪莉                                                       |
| 女子雙打 （詳細） | 泰国（THA） · 盧克西卡·康坎 · 撻瑪茵·塔娜蘇甘                   | 中华台北（TPE） · 詹謹瑋 · 謝淑薇    | 中华台北 · 詹皓晴 · 詹詠然                                            |
| 女子雙打 （詳細） | 泰国（THA） · 盧克西卡·康坎 · 撻瑪茵·塔娜蘇甘                   | 中华台北（TPE） · 詹謹瑋 · 謝淑薇    | 印度 · 萨尼娅·米尔扎 · 普拉塔娜·托姆巴尔                              |
| 女子團體 （詳細） | 中华台北 · 詹謹瑋 · 詹皓晴 · 詹詠然 · 謝淑薇                    | 中国 · 段瑩瑩 · 張帥 · 鄭潔 · 鄭賽賽 | 日本（JPN） · 江口實沙 · 穗積繪莉 · 尾崎里紗                          |
| 女子團體 （詳細） | 中华台北 · 詹謹瑋 · 詹皓晴 · 詹詠然 · 謝淑薇                    | 中国 · 段瑩瑩 · 張帥 · 鄭潔 · 鄭賽賽 | （KAZ） · Kamila Kerimbayeva · 尤利婭·普京采娃 · 雅羅斯拉娃·施韋多娃  |
| 混合雙打 （詳細） | 印度 · 沙奇斯·米內尼 · 桑尼亞·米爾莎                            | 中华台北 · 彭賢尹 · 詹皓晴           | 中国 · 張擇 · 鄭潔                                                    |
| 混合雙打 （詳細） | 印度 · 沙奇斯·米內尼 · 桑尼亞·米爾莎                            | 中华台北 · 彭賢尹 · 詹皓晴           | 日本 · 杉田祐一 · 青山修子                                            |

## 獎牌榜
| 排名 | 国家／地区 | 金牌 | 银牌 | 铜牌 | 總數 |
| ---- | ---------- | ---- | ---- | ---- | ---- |
| 1    | 中华台北   | 1    | 3    | 1    | 5    |
| 2    | 中国       | 1    | 2    | 1    | 4    |
| 3    | 印度       | 1    | 1    | 3    | 5    |
| 4    | 泰国       | 1    | 1    | 1    | 3    |
| 5    | 日本       | 1    | 0    | 6    | 7    |
| 6    |            | 1    | 0    | 1    | 2    |
| 7    | 韩国       | 1    | 0    | 0    | 1    |
| 8    |            | 0    | 0    | 1    | 1    |
| 總計 | 總計       | 7    | 7    | 14   | 28   |

## 參賽國家和地區
- 不丹（1）
- 柬埔寨（3）
- 中国（12）
- 中华台北（12）
- 中国香港（10）
- 印度（10）
- 印度尼西亚（4）
- 日本（8）
- （6）
- 科威特（2）
- （4）
- 中国澳门（2）
- 蒙古（8）
- 尼泊尔（12）
- 阿曼（4）
- 巴基斯坦（4）
- 菲律宾（5）
- （4）
- 沙特阿拉伯（6）
- 韩国（11）
- 泰国（11）
- （5）
- （8）
- 也门（2）

## 外部連結
- 官方網站